# Mulamba Mutumbula Ndaye
Pierre Mutumbula Ndayé Mulamba (ur. 4 listopada 1948 w Kanandze, zm. 26 stycznia 2019) – kongijski piłkarz występujący na pozycji napastnika. Uczestnik Mistrzostw Świata 1974.

## Kariera klubowa
Podczas MŚ 1974 reprezentował barwy klubu AS Vita Club. Z klubem z Kinszasy triumfował w Afrykańskiej Lidze Mistrzów w 1973.

## Kariera reprezentacyjna
Razem z reprezentacją Zairu Mulamba Mutumbula Ndaye uczestniczył w mistrzostwach świata 1974. Wystąpił tam w 2 meczach: z reprezentacją Szkocji i z reprezentacją Jugosławii, kiedy to został usunięty z boiska w 22 minucie za brutalny faul.
Kilka miesięcy wcześniej wygrał z reprezentacją Puchar Narodów Afryki 1974. Mulamba Mutumbula Ndaye wystąpił w obu meczach finałowych tego turnieju przeciwko reprezentacji Zambii, w których zdobył wszystkie cztery bramki. Ogółem zdobył 9 (z 14) bramek dla reprezentacji w turnieju, zostając królem strzelców mistrzostw.